# 依視路陸遜梯卡
依視路陸遜梯卡 (EssilorLuxottica SA) 是一家意大利-法國垂直一體化跨國公司，總部位於巴黎，於 2018 年 10 月 1 日由意大利 羅薩奧蒂卡 與法國 依視路 合併而成。 該集團設計、生產和銷售眼科鏡片、光學設備、處方眼鏡和太陽鏡。 該公司擁有一系列專有和授權品牌，包括 Ray-Ban、Oakley、Michael Kors、Varilux、Crizal、Transitions 和 LensCrafters。
該公司擁有 144 億歐元的收入和 382 億歐元的資本。該公司在巴黎泛歐證券交易所上市，交易代碼為 EL，並且是 CAC 40 股票指數（包括巴黎證券交易所上市的 40 家市值最大的公司）和 Euro Stoxx 50（包括歐洲最大的 50 家公司）的一部分。

## 外部連接
- 官方网站